# Tournoi de tennis de Québec (WTA 1997)
Le tournoi de tennis de Québec est un tournoi de tennis professionnel féminin. L'édition 1997, classée en catégorie Tier III, se dispute du 20 au 26 octobre 1997.
Brenda Schultz remporte le simple dames. En finale, elle bat Dominique Monami, décrochant à cette occasion le 7e titre de sa carrière sur le circuit WTA.
L'épreuve de double voit quant à elle s'imposer Lisa Raymond et Rennae Stubbs.

## Résultats en simple

### Parcours
Deux têtes de série sont exemptées de premier tour.
| No | Joueuse              | Résultat      | Ultime adversaire    |
| -- | -------------------- | ------------- | -------------------- |
| 1  | Brenda Schultz       | Victoire      | Dominique Monami (4) |
| 2  | Lisa Raymond         | 1/2 finale    | Dominique Monami (4) |
| 3  | Nathalie Tauziat     | 2e tour       | María Vento-Kabchi   |
| 4  | Dominique Monami     | Finale        | Brenda Schultz (1)   |
| 5  | Chanda Rubin         | 1/2 finale    | Brenda Schultz (1)   |
| 6  | Amy Frazier          | 2e tour       | Jolene Watanabe (Q)  |
| 7  | Magdalena Grzybowska | 1/4 de finale | Lisa Raymond (2)     |
| 8  | Marion Maruska       | 1er tour      | Corina Morariu       |

| No | Joueuse          | Résultat | Ultime adversaire  |
| -- | ---------------- | -------- | ------------------ |
| 1  | Sonya Jeyaseelan | 2e tour  | Brenda Schultz (1) |
| 2  | Ioana Plesu      | 1er tour | Anne Miller        |

## Résultats en double

### Parcours
| No | Équipe                      | Résultat | Ultimes adversaires             |
| -- | --------------------------- | -------- | ------------------------------- |
| 1  | Melanie Bernard Ioana Plesu | 1er tour | Annabel Ellwood Anne Miller (Q) |